# Patrick Leonard
Patrick Ray Leonard (* 14. března 1956 Crystal Falls, Michigan) je americký skladatel, klávesista a hudební producent francouzsko-kanadského původu. Do hudebního světa vstoupil na konci 70. let založením chicagské pomp rockové kapely Trillion, v níž také zpíval Dennis Frederiksen.
Známým se stal dlouhodobou spoluprací se zpěvačkou Madonnou, když se podílel na jejích albech True Blue (1986), Who's That Girl (1987), Like a Prayer (1989), I'm Breathless (1990) a Ray of Light (1998). Složil také hudbu k Madonnině dokumentu z roku 2008 I Am Because We Are a působil v roli hudebního ředitele světových koncertních turné The Virgin Tour (1985) a Who's That Girl World Tour (1987).
Kooperoval na projektech řady dalších umělců a kapel, jakými byli Pink Floyd, Roger Waters, Boz Scaggs, Deborah Blando, Peter Cetera, Bryan Ferry, Michael W. Smith, Julian Lennon, Elton John, Anna Vissi, Jody Watley, Rod Stewart, Leonard Cohen, Bryan Adams, Jewel a Blue October.
Tvořil polovinu krátce trvající rock-popové skupiny Toy Matinee po boku Kevina Gilberta a navazujícího projektu Third Matinee s basistou Richardem Pagem. V roce 1997 vydal ve vlastním labelu Unitone new ageové album Rivers.
Má tři děti, dceru Jesse a syny Seana a Jordana. V letech 2002–2012 udržoval bezdětné manželství s anglicko-americkou herečkou a zpěvačkou-skladatelkou Olivií d'Abo (nar. 1969).

## Vybrané projekty
- Madonna – skladatel, producent, klávesista, hudební ředitel turné (1985–1990, 1994, 1998, 2008)
- Bryan Ferry – spoluproducent alba Bête Noire
- Duncan Sheik – producent alba Daylight
- Anna Vissi – skladatel a producent alba Apagorevmeno
- Jody Watley – „Most of All“
- Julie Brown – „Boys 'R a Drug“ (1987)
- Roger Waters – spoluproducent alba Amused to Death
- Pink Floyd – „Yet Another Movie“
- Bon Jovi – spoluproducent alba This Left Feels Right
- Julian Lennon – klávesista a producent alba Mr. Jordan
- Pat Monahan – Last of Seven
- Carly Simon – „If It Wasn't Love“ (1986)
- Boz Scaggs – „Cool Running“ (1988)
- Peter Cetera – „One Good Woman“
- Lara Fabian – autor a producent tří písní na albu Lara Fabian
- Natalie Imbruglia – „That Day“
- Jewel – producent alba Spirit
- Elton John – producent alb The Road to El Dorado a Songs From The West Coast
- Ken Hensley – From Time to Time (1994)
- Leonard Cohen – hudebník a podíl na složení alba Old Ideas (2012) a producent alb Popular Problems (2014)[3] a You Want It Darker (2016)